# Săliște
Săliște (en alemany: Großendorf o Selischte) hongarès: Szelistye) és una ciutat del comtat de Sibiu al centre de Romania, 21 km a l'oest de la capital del comtat, Sibiu, la principal localitat de la zona de Mărginimea Sibiului.

## Geografia
La ciutat està situada a la vora de les muntanyes de Cindrel, sobre una sèrie de valls fluvials que desemboquen al riu Cibin a la part sud de l'altiplà de Transilvania. La ciutat principal de Săliște té una població de 2.830 habitants; també administra nou pobles:
- Aciliu (en hongarès: Ecsellő, en alemany: Tetschein) - (268 habitants), 8 km de distància
- Amnaș (en hongarès: Omlás, en alemany: Hamlesch) - (369 habitants), 9 km de distància; Església fortificada saxona
- Crinț (en hongarès: Krinc) (2 habitants permanents - base militar), 18 km de distància
- Fântânele (fins al 1964 Cacova Sibiului, en hongarès: Szebenkákova, en alemany: Krebsbach bei Hermannstadt) - 251 habitants, 6 km de distància
- Galeș (en hongarès: Szebengálos, en alemany: Gallusdorf) - 331 habitants, 2 km de distància
- Mag (en hongarès: Mág) (439 habitants), 9 km de distància
- Săcel (en hongarès: Szecsel, en alemany: Schwarzwasser) (520 habitants), 4 km de distància
- Sibiel (en hongarès: Szibiel, en alemany: Budenbach) - 402 habitants, 6 km de distància
- Vale (en hongarès: Vále, en alemany: Grabendorf) - 384 habitants, 2 km de distància

## Demografia
Originalment totes les localitats, excepte el poble d'Amnaș, eren habitades per romanesos. El 2011, el 95,7% dels habitants eren romanesos, el 3,3% gitanos i el 0,6% alemanys.
La majoria de romanesos són ortodoxos i els alemanys que encara viuen a Amnaș són evangèlics luterans. També hi ha algunes petites esglésies protestants.

## Economia
Tradicionalment l'ocupació principal era el pastor i activitats relacionades. Avui ocupa un percentatge menor de la força de treball, però continua sent important al costat d'altres activitats agrícoles. La indústria lleugera es va desenvolupar en el període recent i hi ha alguns tallers tèxtils. El comerç i els serveis també són una activitat important. La zona al voltant d'Aciliu i Amnaș és ideal per a vins i al voltant de Mag i Săcel hi ha una sèrie de llacs artificials per a la piscicultura.

## Història
La zona va estar habitada durant molt de temps, i en un turó entre Sălişte i la propera comuna de Tilișca hi ha les ruïnes d'una antiga ciutadella dacia. El primer document que menciona la ciutat és del 1354 i fa referència, en llatí, a Magna Villa. Els primers noms serien Nogfalu en hongarès i Grossdorf en alemany. Més tard, en 1383 el poble es coneix com a Vila Magna Valachiealis (Big Village dels valacs), que denota la seva població ètnica romanesa. Encara més tard, va ser un dels pobles del Țara Amlașului (Omlás), un feu transsilvà atorgat pels reis d'Hongria durant els segles XIV i XV als governants valacs.
Cap al 1485 es va incloure en un dels set seients de Saxondom.
A finals del segle xviii Săliște es va convertir en un poble important de la comunitat romanesa i en el centre cultural més important de la zona de Mărginimea Sibiului. El 1774 es va produir una important revolta local de la població romanesa; membres d'aquesta comunitat també van participar en la revolució de 1848, el moviment del memoràndum de Transsilvània i gairebé tots els esdeveniments importants del despertar nacional dels romanesos a Transsilvània.

## Personatges il·lustres
Les personalitats més notables nascudes a Sălişte són:
- Axente Banciu (1875–1959), acadèmic romanès
- Ioan din Galeș - Sacerdot confessor, celebrat el dia de la festa del 21 d'octubre
- Onisifor Ghibu (1883–1972), professor, organitzador del sistema educatiu romanès a Transsilvània
- Marina Hociotă (1896–1977), monja i infermera romanesa durant la Primera Guerra Mundial
- Nicolae Ivan (1855-1936), bisbe de Cluj, Feleac i Vad
- Michael Klein (1959–1993), futbolista romanès
- Ioan Lupaș (1880-1967), historiador romanès
- Dionisie Romano (1806–1873), bisbe de Buzău, teòleg i escriptor
- Dumitru D. Roșca (1895–1980), acadèmic i filòsof romanès
- Ilie Șteflea (1887-1946), general romanès, cap de l'estat major (1942-1944)

## Galeria d'imatges

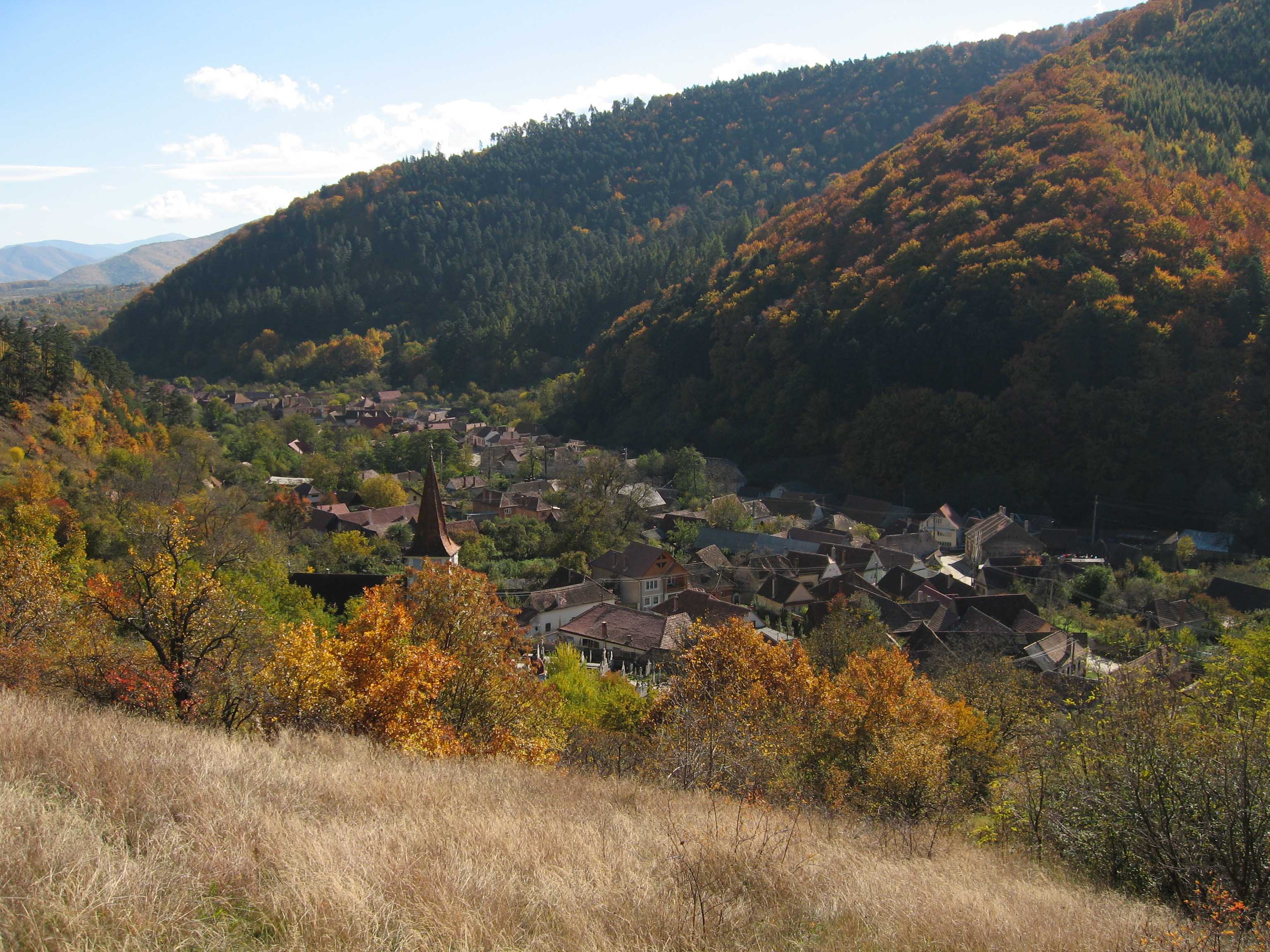
El poble de Galeș es troba a la falda de les muntanyes de Cindrel
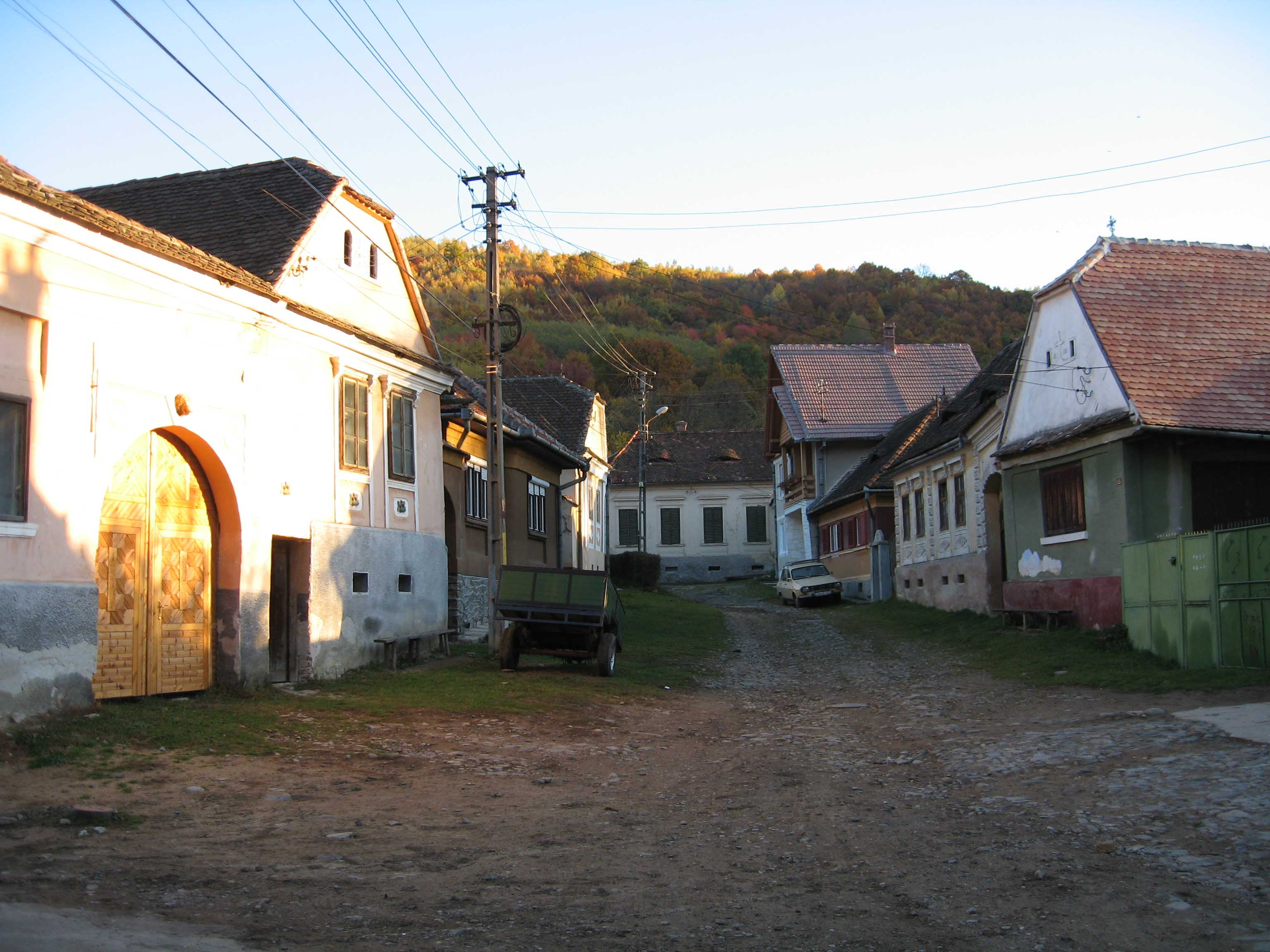
Un carrer típic del poble: l'aproximació a l'església
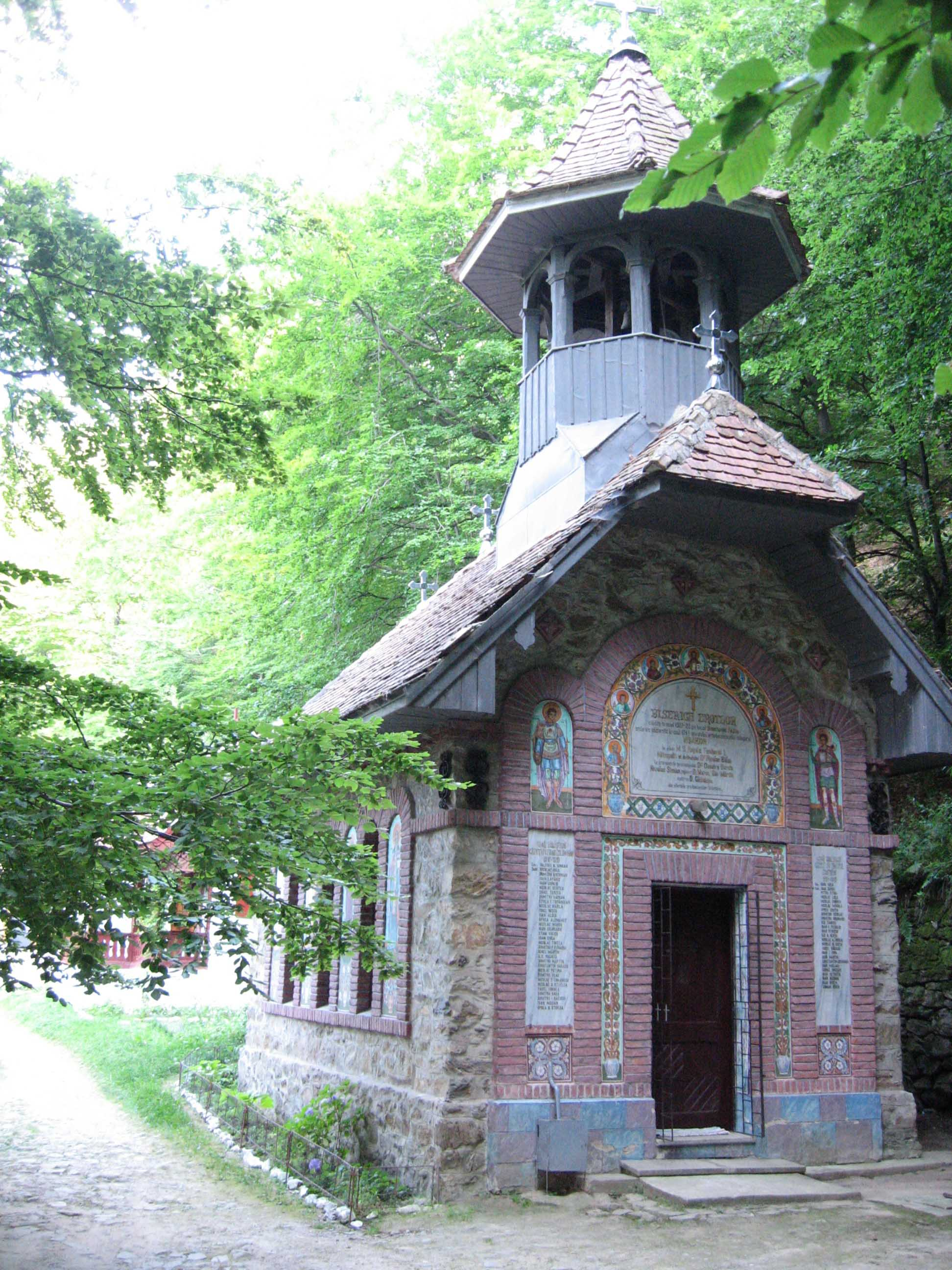
Una petita església i retirada de monges
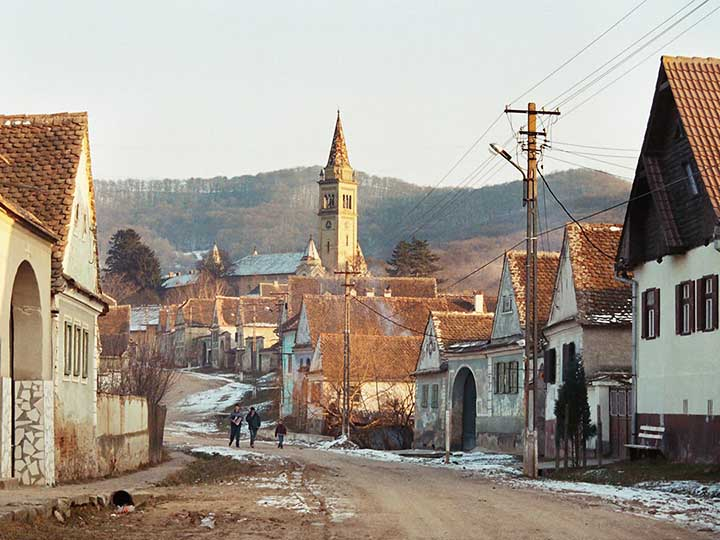
Carrer principal del poble d'Amnaș
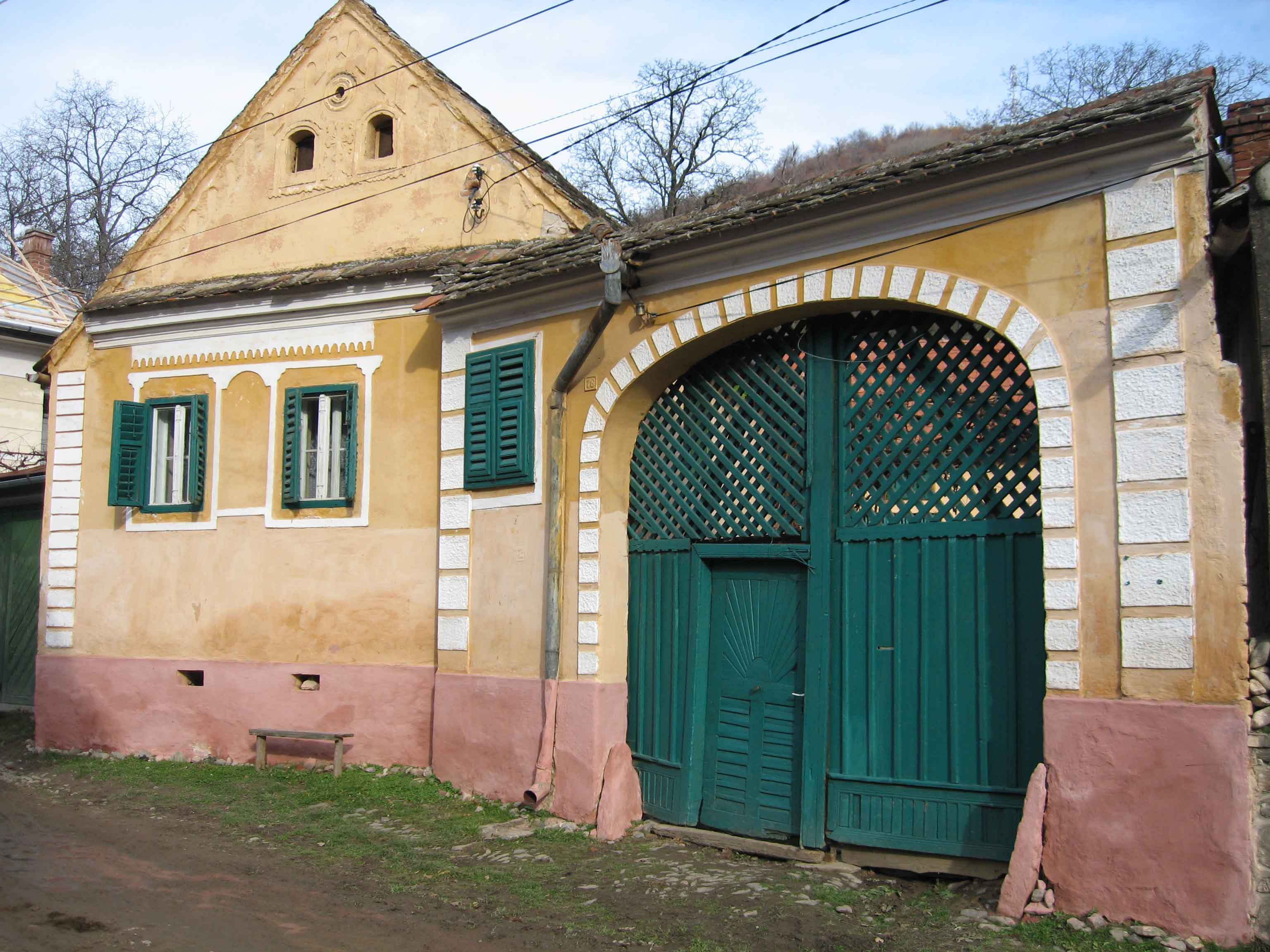
Una façana típica de casa de poble
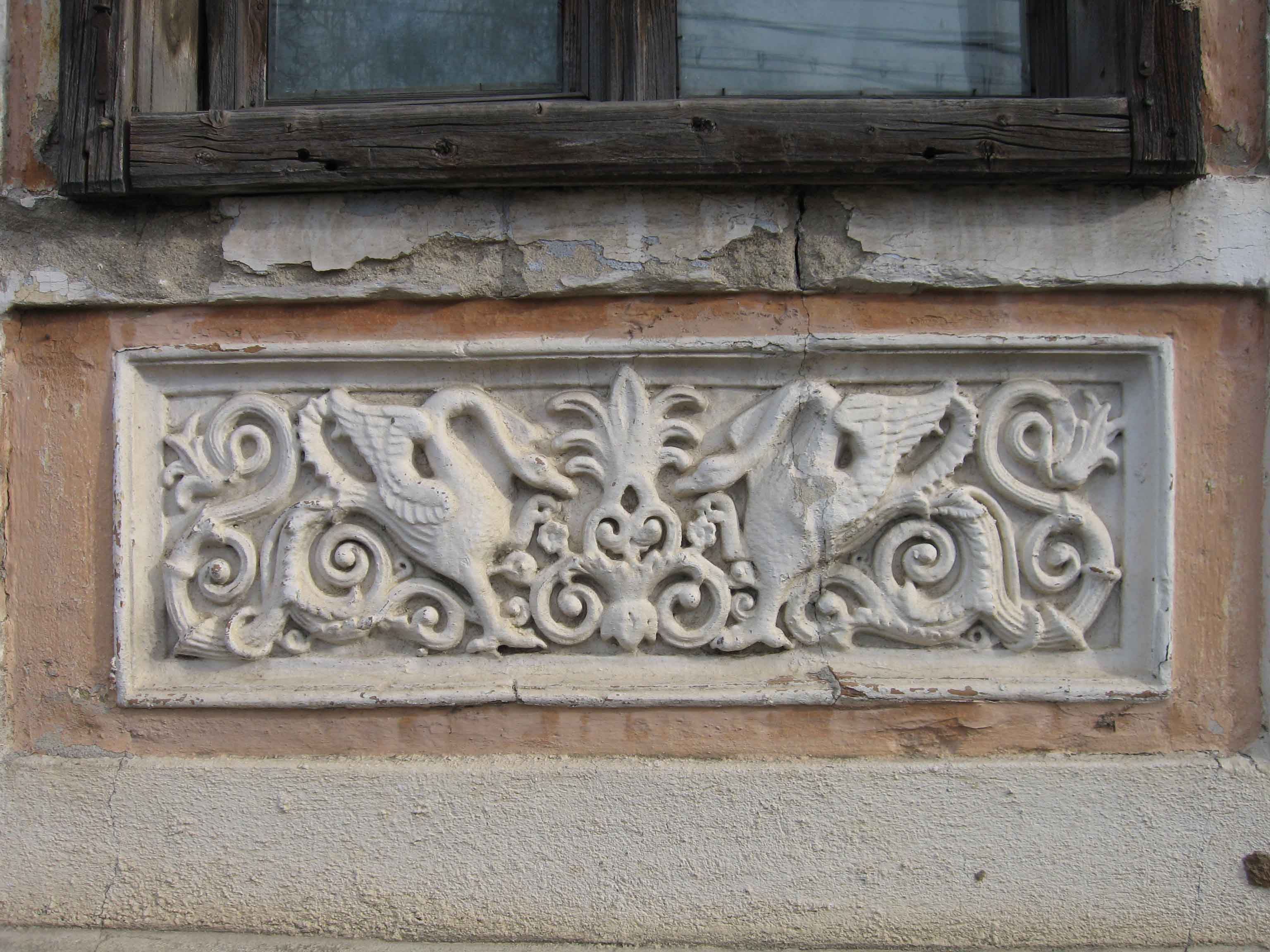
Façana d'una casa al centre del poble